# Graciela Fehrman
Graciela Fehrman Martínez (2 de octubre de 1888 - 11 de septiembre de 1965) fue una mujer chilena, cónyuge del presidente Juan Esteban Montero y como tal, ejerció como primera dama durante su gobierno entre 1931 y 1932.
Hija del matrimonio compuesto por el arquitecto Juan Eduardo Fehrman Zúñiga y Adelaida Martínez Prado.

## Matrimonio e hijos
De la unión Montero-Fehrman, que comenzó en 1905, nacieron cuatro hijos: Juan Esteban, Benjamín, Carmen y Pedro, este último también tendría una carrera política a futuro, siendo subsecretario del Trabajo, subsecretario de Educación y embajador en Costa Rica, bajo el gobierno del presidente Jorge Alessandri y además tendría una prestigiosa carrera de derecho, siendo partícipe en la reforma constitucional y en la Corte Suprema de Chile.

## Labor como primera dama
El debido al impacto de la Gran Depresión en Chile, la primera dama Graciela Fehrman creó y presidió la fundación Ropero de los Pobres destinada a confeccionar, recoger y distribuir ropa para los más necesitados.
Graciela Fehrman falleció el 11 de septiembre de 1965. Su tumba se encuentra en el Cementerio General de Santiago.